# Namnlöstjärnen (Åsele socken, Lappland)
Namnlöstjärnen är en sjö i Åsele kommun i Lappland och ingår i Ångermanälvens huvudavrinningsområde. Sjön har en area på 0,0464 kvadratkilometer och ligger 312,1 meter över havet.

## Delavrinningsområde
Namnlöstjärnen ingår i det delavrinningsområde (710760-156057) som SMHI kallar för Mynnar i Hällbymagasinet. Medelhöjden är 380 meter över havet och ytan är 13,11 kvadratkilometer. Räknas de 16 avrinningsområdena uppströms in blir den ackumulerade arean 155,8 kvadratkilometer. Sämsjöån som avvattnar avrinningsområdet har biflödesordning 2, vilket innebär att vattnet flödar genom totalt 2 vattendrag innan det når havet efter 175 kilometer. Avrinningsområdet består mestadels av skog (76 procent). Avrinningsområdet har 0,17 kvadratkilometer vattenytor vilket ger det en sjöprocent på 1,3 procent.